# Райгад (округ)
Райгад (маратхи रायगड जिल्हा; англ. Raigad) — округ в индийском штате Махараштра. Административный центр — город Алибаг. Площадь — 7152 км².

## История
Образован в 1869 году.

## Население
По данным всеиндийской переписи 2001 года население округа составляло 2 207 929 человек. Уровень грамотности взрослого населения составлял 77 %, что выше среднеиндийского уровня (59,5 %). Доля городского населения составляла 24,2 %.

## Происшествия
4 мая 2014 года в округе сошёл с рельсов пассажирский поезд. В результате погибли 19 человек, не менее 30 получили ранения различной степени тяжести.